# Notiospathius platycorsus
Notiospathius platycorsus är en stekelart som beskrevs av Marsh 2002. Notiospathius platycorsus ingår i släktet Notiospathius och familjen bracksteklar. Inga underarter finns listade i Catalogue of Life.